# De Havilland Sea Vixen
A de Havilland DH.110 Sea Vixen egy angol kettőstörzsű kétüléses sugárhajtású vadászrepülőgép volt az 1950-1960-as években. A gépet a Flotta Légierejének szánták, ami a Brit Királyi Haditengerészet részét képezte. A repülőgép, melyet az első sugárhajtású gépek idejétől kezdve fejlesztettek, repülőgép-hordozó bázisú flottavédelmi vadászgép szerepében az 1970-es évekig állt szolgálatban. A gépet a de Havilland tervezte és kezdetben ez a cég is gyártotta, később a Hawker Siddeley Sea Vixen nevet kapta, mivel a de Havilland cég a Hawker Siddeley csoport tagja lett.

## Fejlesztés
A kétmotoros éjszakai vadászrepülőgép, melynek fejélesztése 1946-ban kezdődött, először a DH.110 típusnevet kapta, miután az Admiralitással folytatott tárgyalások eredményre jutottak egy éjszakai vadászgéppel szemben támasztott követelményjegyzékről. A de Havilland a kéttörzsű sárkányt a de Havilland Vampire vadászgépnél alakította ki, az új gép teljesen fémszerkezetű lett nyilazott szárnnyal. A hajtóműnek két Rolls-Royce Avon gázturbinát terveztek egyenként 34 kN tolóerővel, ez lehetővé tette volna szuperszonikus sebesség elérését enyhe ereszkedésben. A tervezett fegyverzet négy 30 mm-es ADEN gépágyú volt. A Brit légügyi minisztérium 1947 januárjában kibocsátott N.40/46 és F.44/46 követelményjegyzéke a Flotta Légiereje (Fleet Air Arm, FAA) és a Brit Királyi Légierő (RAF) számára hasonló éjszakai vadászrepülőgépet szánt. Ennek megfelelően a DH.110-ből kilenc prototípust rendeltek a RAF számára (a szintén versenyben lévő négy Gloster Javelin géppel együtt) és négy prototípust a haditengerészet számára. 1949-ben azonban a haditengerészet a de Havilland Sea Venom vásárlása mellett döntött, amely egy meglévő típus továbbfejlesztett változata volt és olcsóbb volt és azonnal le lehetett vele cserélni a de Havilland Sea Hornet dugattyús motoros éjszakai vadászgépet, és a RAF a megrendelését két prototípusra csökkentette. Ezek ellenére a de Havilland folytatta a projektet.

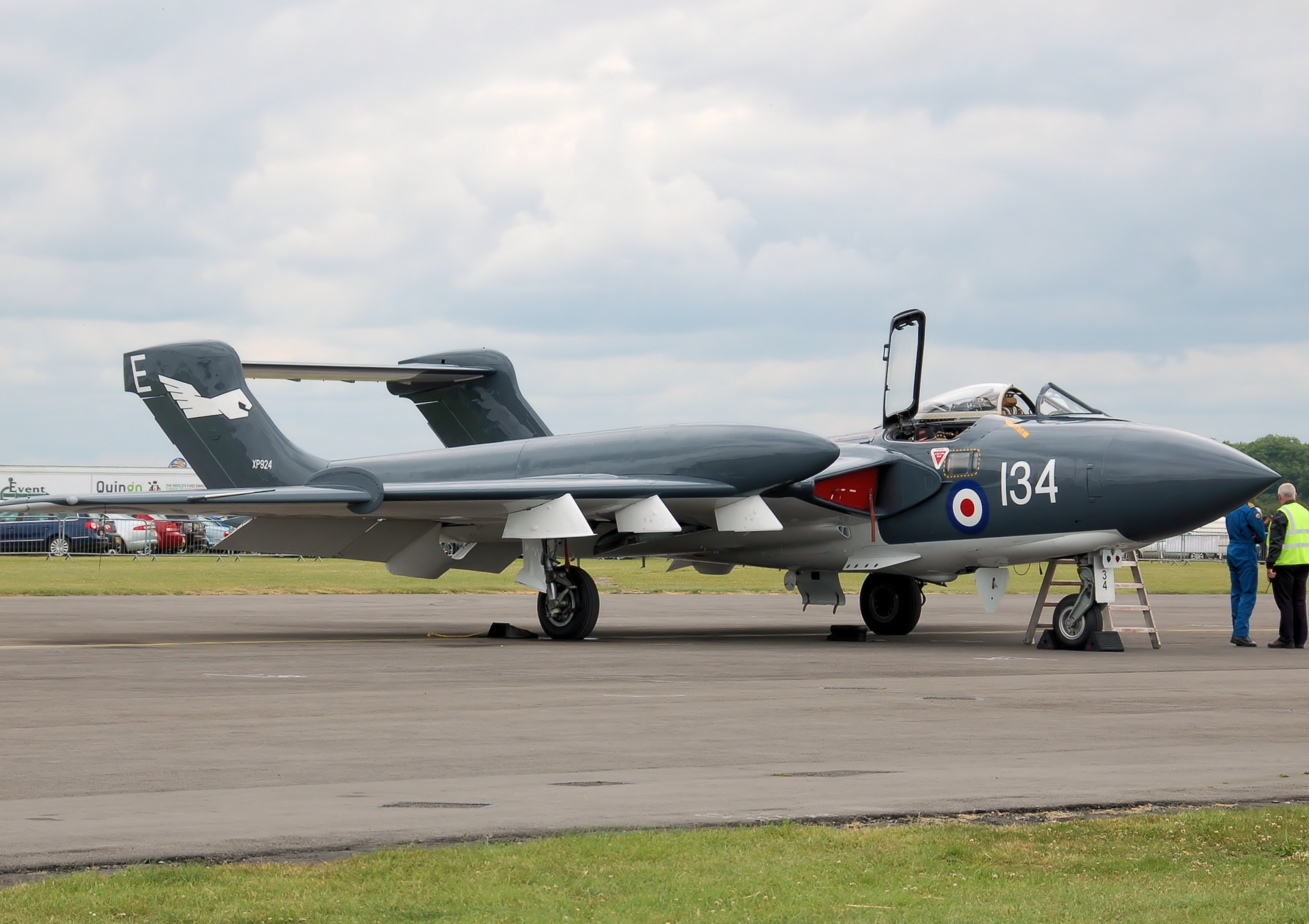
Túlélő Sea Vixen XP924 Angliában

A prototípus 1951 szeptember 26-án repült először John Cunningham vezetésével. A gép teljesítménye elérte a tervezettet és a következő évben rendszeresen repült a hangsebesség felett. Sajnos, amikor a gépet 1952. szeptember 6-án bemutatták a Farnborough-i Nemzetközi Légibemutatón, tragédia történt. Miután bemutatták, hogy a gép át tudja lépni a hanghatárt, a gép irányíthatatlanná vált és lezuhant 31 ember halálát okozva, beleértve a gép kétfős személyzetét. A katasztrófát a szárny fő tartójának tervezési hibája okozta, melynek következtében egy éles forduló alatt leszakadtak a szárnyvégek. Emiatt eltolódott a DH.110 tömegközéppontja és a gép hirtelen megperdült több mint 12 g gyorsulást szenvedve, ez kettétörte a pilótafülkét és a farokszerkezetet és kiszakította a hajtóműveket a sárkányból. Az egyik motor a kifutópálya végére zuhant, ahol sok néző állt, ez okozta a legtöbb áldozatot, Más nézők a pilótafülke maradványaitól sebesültek meg, melyek a kifutópálya mentén a közönség számára elkülönített fő területre zuhantak. Ez a szerencsétlenség azt eredményezte, hogy a légibemutatók biztonsági szabályzatát gyökeresen átdolgozták Nagy-Britanniában, és azóta nem halt meg senki a nézőközönségből Angliában.
Tanulva a balesetből, változtatásokat eszközöltek a második prototípuson, többek között teljesen elfordítható farokfelületet építettek be. A módosított repülőgép 1954 júliusában szállt csak fel először Ettől kezdve a RAF elvesztette érdeklődését a DH.110 iránt, de a tengerészeti légierő elhatározta, hogy ezzel a géppel váltja fel a közbenső megoldásként rendszeresített Sea Venomot. A Sea Vixen lett az első repülőgép, melyet megfosztottak ágyúitól és a de Havilland Firestreak légiharc rakétákkal szerelték fel egy integrált fegyverrendszer részeként. 1955-ben egy félig hordozóra felszerelt prototípust készítettek el, melyet a sorozatban gyártott változat prototípusának szántak. Ennél megváltoztatták a szárny belépőélének profilját és megerősítették a szárnyszerkezetet, ez a gép még ugyanebben az évben felszállt. Először a következő évben szállt le repülőgéphordozó fedélzetére, a hajó a HMS Ark Royal volt. Az első igazi Sea Vixen, a Sea Vixen FAW.20 (fighter all-weather, azaz éjszakai vadéászgép, később FAW.1 új jelölést kapott) először 1957 március 20-án repült. és 1959. július 2-án alakult meg az első Sea Vixennel felszerelt század.

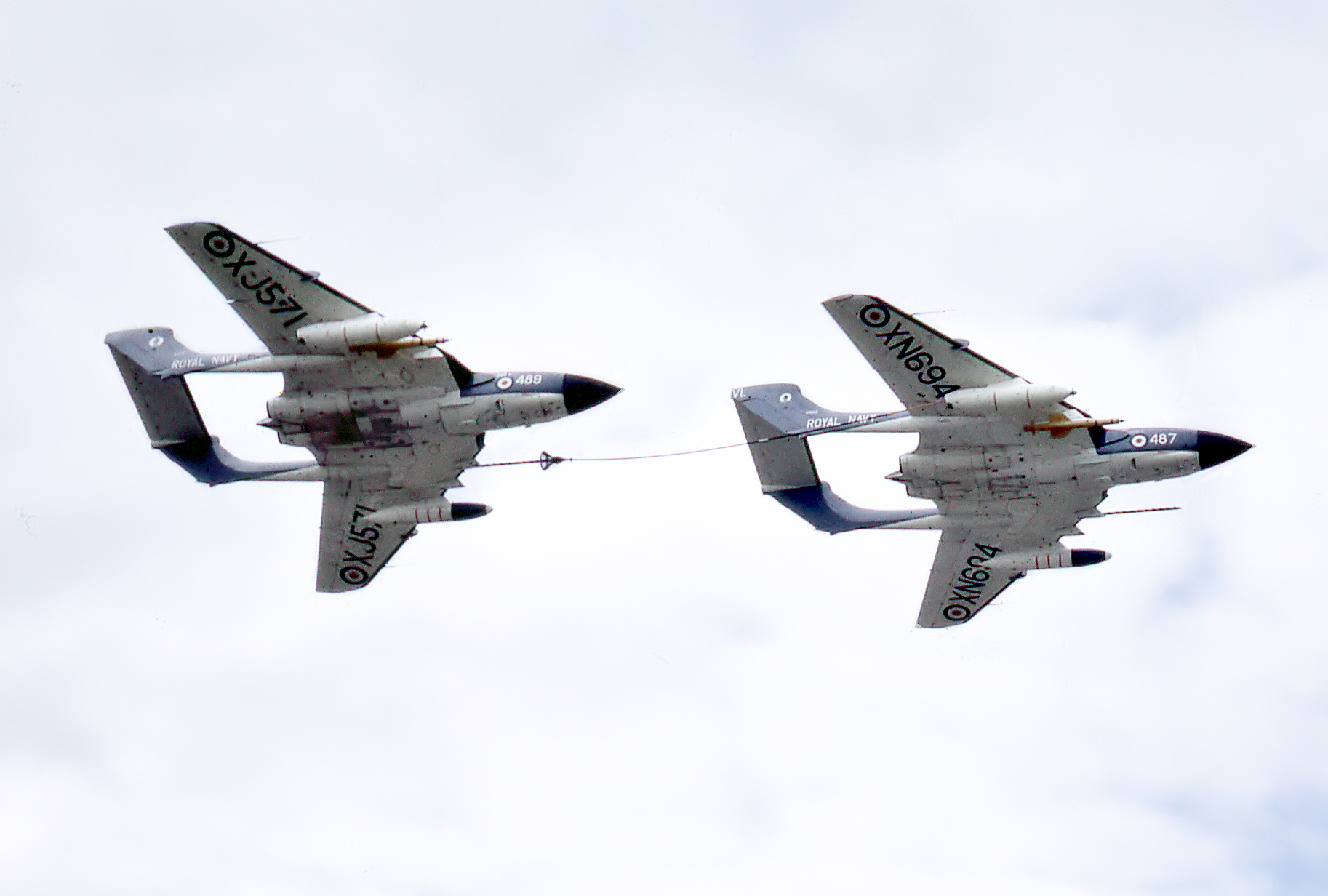
A 899 század két Sea Vixen FAW.1 repülőgépe (XJ571 & XN694) egyik a másikat levegőben utántölti az 1960-as években az egyik Farnborough-i Nemzetközi Légibemutatóm

## Konstrukció
A Sea Vixennek kettős törzse volt, amit a De Havilland Vampire és de Havilland Venom vadászgépektől örökölt. A Sea Vixen volt az első brit harci repülőgép, mely csupán rakéta fegyverzettel és bombákkal volt felszerelve. A Sea Vixen FAW.1 négy de Havilland Firestreak légiharc rakétát, két 454 kg-os vagy négy 227 kg-os bombát és két Microcell 51 mm nem irányított rakétát tudott magával vinni. A repülőgépet két 50.0 kN tolóerejű Rolls-Royce Avon 208 gázturbinás sugárhajtómű hajtotta, 1,110 km/h sebességet ért el, hatósugara 1,000 km volt. Az eredeti DH.110 konstrukciót a RAF-nak tett ajánlat szerint ágyúkkal szerelték volna fel, de ezeket hamarosan eltávolították és teljesen rakéta fegyverzetre tértek át. A pilótaülés a bal oldalon helyezkedett el, a navigátor és radarkezelő pedig a bal oldalon helyezkedett el teljesen zárt kabinban a törzs belsejében, felfelé nyitható ajtón keresztül tudott be és kiszállni.

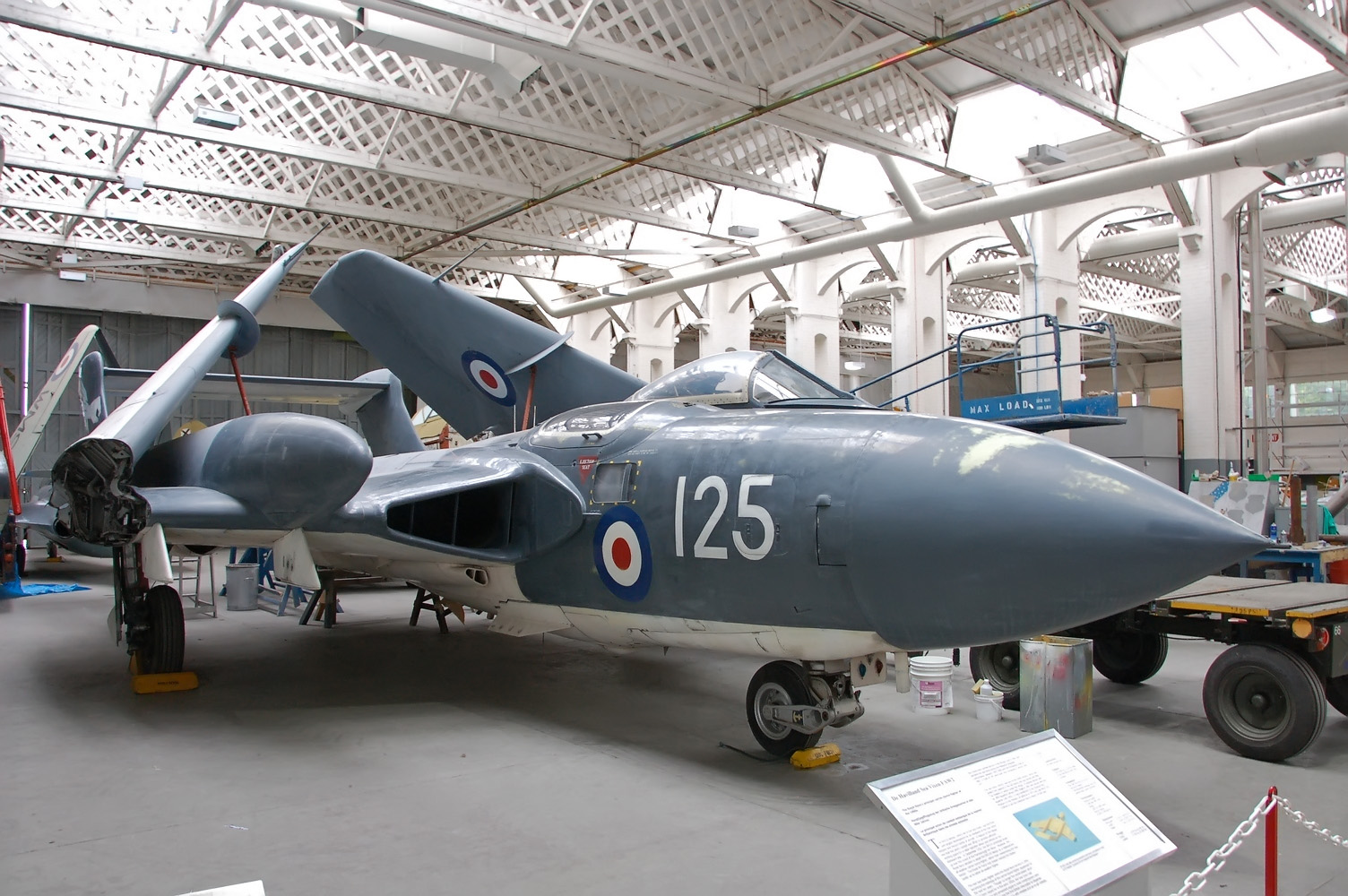
Egy Sea Vixen FAW.2 az Imperial War Museumban, Duxfordban

A Sea Vixen FAW.2 követte a FAW.1-et és több változtatást eszközöltek rajta. A Firestreak rakéták mellett a Hawker Siddeley Red Top AAM rakétával is felszerelhették, valamint négy francia gyártmányú SNEB rakéta konténert és az AGM-12 Bullpup földi célpontok ellen bevethető rakétát is magával tudott vinni. A vezérsíkokat tartó törzsek előrefelé meghosszabbítása további üzemanyagtartályok elhelyezését tette lehetővé a szárny belépőéle előtt és felett, modernizálták a személyzet menekülési rendszerét és helyet biztosítottak további elektronika beépítésének. Az aerodinamikai változtatások azonban a továbbiakban nem tették lehetővé a 454 kg-os bomba elhelyezését. A FAW.2-t a FAW.1-től a meghosszabbított törzzsel lehet megkülönböztetni vizuálisan.
Az első FAW.2 1962-ben szállt fel és 1964-ben rendszeresítették. A gépből 29 példány épült és később 67 FAW.1 repülőgépet is átépítették FAW.2 típusra. A FAW.1-et 1966-ban kezdték kivonni a hadrendből, a FAW.2 gépeket pedig 1972-ben. Azt tervezték, hogy a Sea Vixeneket F-4 Phantom II gépekkel váltják fel mend a HMS Ark Royal és HMS Eagle repülőgéphordozókon, azonban a védelmi kiadások lefaragása és ezt követően a HMS Eagle leszerelése miatt csak az Ark Royal vadászgépeit cserélték le az új típusra. Négy Sea Vixent ezután átépítettek pilóta nélküli repülőgépé, az új típusjele Sea Vixen D.3 lett. Az utolsó repülőképes Sea Vixen is egy D3-as volt. Néhány más Sea Vixent célvontatónak építettek át, jelölésük TT.2 lett.

## Szolgálatban

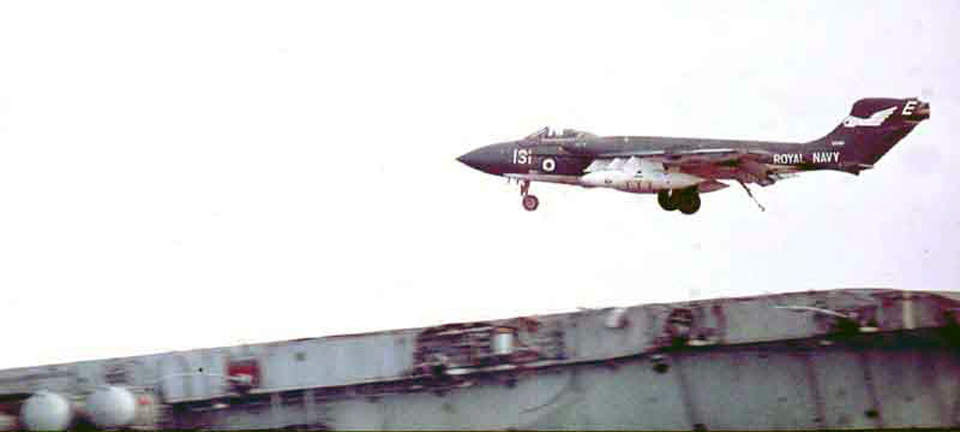
Leszállás a HMS Eaglere

A Sea Vixen csak a Royal Navy repülőgéphordozóin volt rendszeresítve. A repülőgép harci cselekményekben soha nem vett részt, de többször teljesített járőrszolgálatot különböző területeken a flotta védelmében. Később részt vett légicirkuszok, a Simon's Sircus és a Fred's Five akrobatikus légi bemutatóin. A távirányítású gépek több próbán és mérésen vettek részt a program leállításáig.

## Műszaki adatok (Sea Vixen FAW.2)[7]
- Személyzet: 2 fő: pilóta és radarkezelő-navigátor

### Méretek
- Hossz: 16,94 m
- Fesztáv: 15,54 m
- Magasság: 3,28 m
- Szárnyfelület: 60,2 m²

### Tömeg
- Üres tömeg: 12 680 kg
- Teljes tömeg: 18 860 kg
- Legnagyobb felszálló tömeg: 21 205 kg[8]

### Hajtómű
- Hajtómű: 2 x Rolls-Royce Avon Mk.208 gázurbinás sugárhajtómű
- Tolóerő: 50 kN

### Teljesítményadatok
- Legnagyobb sebesség: M=0,91

(tengerszinten 1110 km/h)
- Hatótáv: 1270 km (belső üzemanyagtartályokkal)
- Magasság: 15 000 m
- Emelkedési sebesség: 46 m/s
- A szárny felületi terhelése: 313 kg/m²
- Tolóerő-súly arány: 0,54

### Fegyverzet
- Felfüggesztési pontok: 6 db
- Nem irányított rakéta: 4 × Matra rakéta-konténer egyenként 18 × SNEB 68 mm rakétával
- Irányított rakéta: 4 × Hawker Siddeley Red Top vagy de Havilland Firestreak légiharc rakéta
- Bomba: 2 ×227 kg-os bomba
- Radar: General Electric Company AI.18 Air elfogó radar

## Fordítás
- Ez a szócikk részben vagy egészben  a   de Havilland Sea Vixen című angol Wikipédia-szócikk fordításán alapul.  Az eredeti cikk szerkesztőit annak laptörténete sorolja fel. Ez a jelzés csupán a megfogalmazás eredetét és a szerzői jogokat jelzi, nem szolgál a cikkben szereplő információk forrásmegjelöléseként.